# 800 km Jereza 1988
800 km Jereza 1988 je bila prva dirka Svetovnega prvenstva športnih dirkalnikov v sezoni 1988. Odvijala se je 6. marca 1988 na dirkališču Circuito Permanente de Jerez.

## Rezultati
| Poz    | Razred | Št  | Moštvo                      | Dirkači                                             | Šasija                             | Gume | Krogi |
| Poz    | Razred | Št  | Moštvo                      | Dirkači                                             | Motor                              | Gume | Krogi |
| ------ | ------ | --- | --------------------------- | --------------------------------------------------- | ---------------------------------- | ---- | ----- |
| 1      | C1     | 61  | Team Sauber Mercedes        | Jean-Louis Schlesser Jochen Mass Mauro Baldi        | Sauber C9                          | M    | 190   |
| 1      | C1     | 61  | Team Sauber Mercedes        | Jean-Louis Schlesser Jochen Mass Mauro Baldi        | Mercedes-Benz M117 5.0L Turbo V8   | M    | 190   |
| 2      | C1     | 3   | Silk Cut Jaguar             | John Watson Andy Wallace John Nielsen               | Jaguar XJR-9                       | D    | 190   |
| 2      | C1     | 3   | Silk Cut Jaguar             | John Watson Andy Wallace John Nielsen               | Jaguar 7.0L V12                    | D    | 190   |
| 3      | C1     | 7   | Joest Racing                | Klaus Ludwig Bob Wollek                             | Porsche 962C                       | G    | 188   |
| 3      | C1     | 7   | Joest Racing                | Klaus Ludwig Bob Wollek                             | Porsche Type-935 3.0L Turbo Flat-6 | G    | 188   |
| 4      | C1     | 14  | Richard Lloyd Racing        | James Weaver Derek Bell                             | Porsche 962C GTi                   | G    | 184   |
| 4      | C1     | 14  | Richard Lloyd Racing        | James Weaver Derek Bell                             | Porsche Type-935 3.0L Turbo Flat-6 | G    | 184   |
| 5      | C1     | 8   | Joest Racing                | Frank Jelinski »John Winter«                        | Porsche 962C                       | G    | 183   |
| 5      | C1     | 8   | Joest Racing                | Frank Jelinski »John Winter«                        | Porsche Type-935 3.0L Turbo Flat-6 | G    | 183   |
| 6      | C1     | 5   | Brun Motorsport             | Manuel Reuter Uwe Schäfer                           | Porsche 962C                       | M    | 183   |
| 6      | C1     | 5   | Brun Motorsport             | Manuel Reuter Uwe Schäfer                           | Porsche Type-935 3.0L Turbo Flat-6 | M    | 183   |
| 7      | C2     | 111 | Spice Engineering           | Ray Bellm Gordon Spice                              | Spice SE88C                        | G    | 180   |
| 7      | C2     | 111 | Spice Engineering           | Ray Bellm Gordon Spice                              | Ford Cosworth DFL 3.3L V8          | G    | 180   |
| 8      | C2     | 121 | Cosmik GP Motorsport        | Philippe de Henning Costas Los                      | Spice SE87C                        | G    | 178   |
| 8      | C2     | 121 | Cosmik GP Motorsport        | Philippe de Henning Costas Los                      | Ford Cosworth DFL 3.3L V8          | G    | 178   |
| 9      | C1     | 40  | Swiss Team Salamin          | Enzo Calderari Antoine Salamin                      | Porsche 962C                       | G    | 174   |
| 9      | C1     | 40  | Swiss Team Salamin          | Enzo Calderari Antoine Salamin                      | Porsche Type-935 3.0L Turbo Flat-6 | G    | 174   |
| 10     | C2     | 107 | Chamberlain Engineering     | Claude Ballot-Léna Jean-Louis Ricci                 | Spice SE88C                        | A    | 173   |
| 10     | C2     | 107 | Chamberlain Engineering     | Claude Ballot-Léna Jean-Louis Ricci                 | Ford Cosworth DFL 3.3L V8          | A    | 173   |
| 11     | C2     | 117 | Team Lucky Strike Schanche  | Martin Schanche Will Hoy                            | Argo JM19C                         | G    | 172   |
| 11     | C2     | 117 | Team Lucky Strike Schanche  | Martin Schanche Will Hoy                            | Ford Cosworth DFL 3.3L V8          | G    | 172   |
| 12     | C1     | 4   | Brun Motorsport             | Oscar Larrauri Massimo Sigala                       | Porsche 962C                       | M    | 167   |
| 12     | C1     | 4   | Brun Motorsport             | Oscar Larrauri Massimo Sigala                       | Porsche Type-935 3.0L Turbo Flat-6 | M    | 167   |
| 13     | C2     | 123 | Charles Ivey Racing         | Wayne Taylor Tim Harvey                             | Tiga GC287                         | D    | 167   |
| 13     | C2     | 123 | Charles Ivey Racing         | Wayne Taylor Tim Harvey                             | Porsche Type-935 2.8L Turbo Flat-6 | D    | 167   |
| 14     | C2     | 109 | Kelmar Racing               | Ranieri Randaccio Paolo Ciafardoni Maurizio Gellini | Tiga GC85                          | A    | 165   |
| 14     | C2     | 109 | Kelmar Racing               | Ranieri Randaccio Paolo Ciafardoni Maurizio Gellini | Ford Cosworth DFL 3.3L V8          | A    | 165   |
| 15     | C2     | 106 | Kelmar Racing               | Pasquale Barberio Vito Veninata                     | Tiga GC288                         | A    | 133   |
| 15     | C2     | 106 | Kelmar Racing               | Pasquale Barberio Vito Veninata                     | Ford Cosworth DFL 3.3L V8          | A    | 133   |
| 16 NC  | C2     | 115 | ADA Engineering             | Steve Kempton Dudley Wood Johnny Herbert            | ADA 03                             | G    | 131   |
| 16 NC  | C2     | 115 | ADA Engineering             | Steve Kempton Dudley Wood Johnny Herbert            | Ford Cosworth DFL 3.3L V8          | G    | 131   |
| 17 DNF | C1     | 1   | Silk Cut Jaguar             | Martin Brundle Eddie Cheever                        | Jaguar XJR-9                       | D    | 139   |
| 17 DNF | C1     | 1   | Silk Cut Jaguar             | Martin Brundle Eddie Cheever                        | Jaguar 7.0L V12                    | D    | 139   |
| 18 DNF | C1     | 2   | Silk Cut Jaguar             | Jan Lammers Johnny Dumfries                         | Jaguar XJR-9                       | D    | 132   |
| 18 DNF | C1     | 2   | Silk Cut Jaguar             | Jan Lammers Johnny Dumfries                         | Jaguar 7.0L V12                    | D    | 132   |
| 19 DNF | C2     | 103 | Spice Engineering           | Almo Coppelli Thorkild Thyrring                     | Spice SE88C                        | G    | 131   |
| 19 DNF | C2     | 103 | Spice Engineering           | Almo Coppelli Thorkild Thyrring                     | Ford Cosworth DFL 3.3L V8          | G    | 131   |
| 20 DNF | C2     | 178 | Automobiles Louis Descartes | Sylvain Bouley Louis Descartes Gérard Tremblay      | ALD C2                             | A    | 130   |
| 20 DNF | C2     | 178 | Automobiles Louis Descartes | Sylvain Bouley Louis Descartes Gérard Tremblay      | BMW M80 3.5L I6                    | A    | 130   |
| 21 DNF | C1     | 6   | Brun Motorsport             | Walter Brun Jésus Pareja                            | Porsche 962C                       | M    | 44    |
| 21 DNF | C1     | 6   | Brun Motorsport             | Walter Brun Jésus Pareja                            | Porsche Type-935 3.0L Turbo Flat-6 | M    | 44    |
| 22 DNF | C2     | 101 | Dollop Racing               | Nicola Marozzo Jean-Pierre Frey                     | Argo JM19B                         | G    | 44    |
| 22 DNF | C2     | 101 | Dollop Racing               | Nicola Marozzo Jean-Pierre Frey                     | Motori Moderni 2.0L Turbo V6       | G    | 44    |
| 23 DNF | C2     | 127 | Chamberlain Engineering     | Graham Duxbury Nick Adams                           | Spice SE86C                        | A    | 15    |
| 23 DNF | C2     | 127 | Chamberlain Engineering     | Graham Duxbury Nick Adams                           | Hart 418T 1.8L Turbo I4            | A    | 15    |
| DNS    | C2     | 172 | Automobiles Louis Descartes | Pierre Yver Bruno Sotty                             | ALD C2                             | A    | -     |
| DNS    | C2     | 172 | Automobiles Louis Descartes | Pierre Yver Bruno Sotty                             | BMW M80 3.5L I6                    | A    | -     |
| DNS    | C2     | 188 | Ark Racing                  | Max Payne Max Cohen-Olivar                          | Ceekar 83J                         | ?    | -     |
| DNS    | C2     | 188 | Ark Racing                  | Max Payne Max Cohen-Olivar                          | Ford Cosworth DFL 3.3L V8          | ?    | -     |

## Statistika
- Najboljši štartni položaj - #61 Team Sauber Mercedes - 1:28.670
- Povprečna hitrost - 151.186 km/h